# Ezequiel Mena
Tomás Ezequiel Mena (San Juan, 3 luglio 1998) è un hockeista su pista argentino.

## Palmarès

### Club

#### Titoli internazionali
- Coppa Intercontinentale: 1

Porto: 2021